# Runit
runit是一种类Unix操作系统的init方案，可在整个操作系统运行时初始化、监视及终止进程。runit是可在Linux、Mac OS X、*BSD和Solaris操作系统上运行的、有“开创性”的daemontools的“再实现”。runit可并行启动系统服务，这样可以加快操作系统的启动。
如System V init，runit是所有其他进程直接或间接的父进程。它是在启动过程中第一个运行的进程，并继续运行直至系统关闭。

## 设计
runit致力于成为一个小型、模块化、可移植的代码库。runit分为三个阶段：一次性的初始化，进程监视，及停止或重新启动。除了第一和第三阶段必须适应所运行的特定操作系统外，第二阶段在所有POSIX兼容的操作系统都可方便移植。